# Cláudio Braga
Cláudio José Ferreira Braga (Lissabon, 23 november 1974) is een Portugees voetbalcoach.
Braga woont sinds zijn jeugd in Nederland. Hij was jeugdtrainer bij SBV Excelsior (1998-2001), Sparta Rotterdam (2001-2004 en 2006-2009), Feyenoord (2004-2006), PSV (2010-2013) en FC Utrecht (2013-2014). In het seizoen 2009/10 was hij als assistent-trainer werkzaam bij Vitória FC (Setúbal) in de Primeira Liga. 
Medio 2014 werd Braga aangesteld als hoofdtrainer van CD Santa Clara dat uitkwam in de Segunda Liga. Eind oktober 2014 werd hij daar ontslagen. Van eind februari tot medio 2015 was hij hoofdtrainer van amateurclub FC 's-Gravenzande en in het seizoen 2016/17 trainde hij VV Nieuwerkerk. 
In 2017 werd Braga hoofd jeugdopleidingen van Fortuna Sittard. Half februari 2018 werd Braga, na het ontslag van Sunday Oliseh, aangesteld als hoofdtrainer van Fortuna Sittard om samen met assistent Kevin Hofland het seizoen af te maken. Met de club werd hij tweede in de Eerste divisie 2017/18 en promoveerde zo naar de Eredivisie omdat kampioen Jong Ajax niet mocht promoveren. Braga kreeg een bronzen stier voor beste trainer in de vierde periode dat seizoen.
Vanaf het seizoen 2018/19 was hij hoofdtrainer bij CS Maritimo dat uitkwam in de Primeira Liga. Op 26 november 2018 werd Braga daar ontslagen. Op 21 december 2018 werd Claudio Braga als opvolger van Gérard de Nooijer bij FC Dordrecht aangesteld. Op 8 februari 2020 werd hij daar ontslagen. In het seizoen 2020/21 was Braga technisch manager van Al-Wahda FC. In juli 2021 werd hij hoofd jeugdopleidingen bij Maccabi Tel Aviv FC.